# Andraegoidus lacordairei
Andraegoidus lacordairei är en skalbaggsart. Andraegoidus lacordairei ingår i släktet Andraegoidus och familjen långhorningar.

## Underarter
Arten delas in i följande underarter:
- A. l. lacordairei
- A. l. punctipennis